# Bolsjezemelskaja toendra

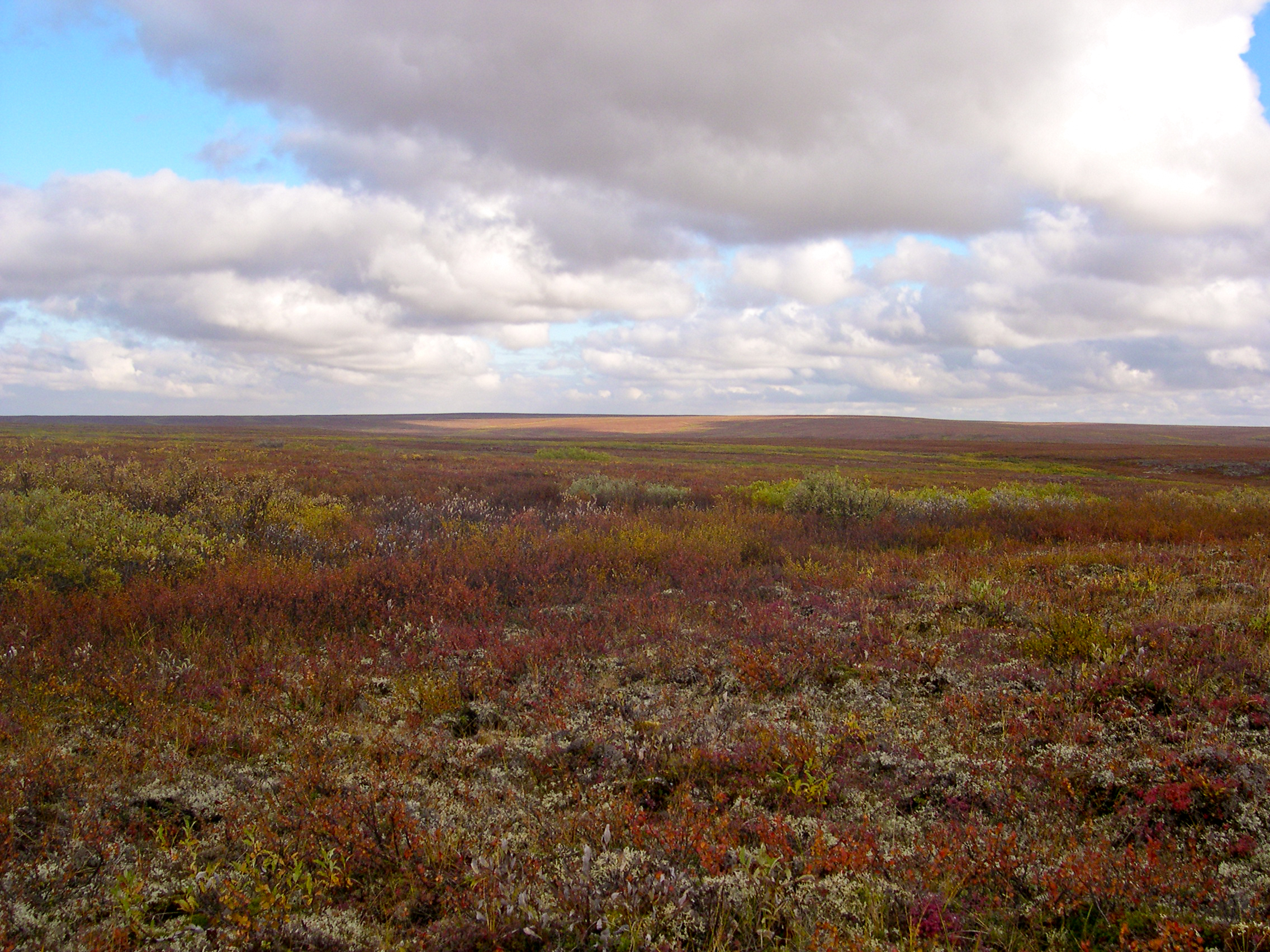
De Bolsjezemelskaja toendra nabij Vorkoeta in de herfst

De Bolsjezemelskaja toendra (Russisch: Большеземельская тундра) is een heuvelachtige morenevlakte in Europees-Rusland, tussen de rivieren Petsjora en Oesa, de Oeral en het Paj-Choj-Gebergte in de grensstreek van de autonome deelrepubliek Komi en de oblast Archangelsk. De hoogte varieert tussen de 100 en 150 meter met uitschieters tussen de 200 en 250 meter.
Tussen de Chajpoedyrbaai en de monding van de Tsilma strekt zich het Zemljanojgebergte ("aarden rug") uit. De vlakte wordt gedomineerd door heuvels en morenebeddingen (de zogenaamde mysjoeri, zoals de Janejmoesjoer en de Vangoerejmoesjoer), gevormd door zanden en keileem. In het oosten van de Bolsjezemelskaja toendra strekt de Tsjernysjevrug zich uit, waarvan de ondergrond bestaat uit vervormde afzettingen uit het Paleozoïcum.
Het klimaat is er subarctisch met lange koude winters en korte koele zomers. De gemiddelde januaritemperaturen bedragen -16°C in het centrale deel en -20°C in het noordwestelijke deel en de gemiddelde julitemperaturen variëren van 8 tot 12°C. In de zomer kan ook vorst voorkomen. De jaarlijkse neerslag varieert tussen de 250 mm (noorden) en 450 mm (zuiden).
De rivieren in het gebied worden hoofdzakelijk gevormd door de zijrivieren van de Petsjora en Oesa. Beide rivieren stromen in de bovenloop door nauwe valleien en spreiden zich in de benedenloop uit over brede stroomvalleien, waar ze langzaam doorheen stromen. In de bovenlopen van de belangrijkste rivieren (Sjapkina, Kolva, Adzva, en andere) bevinden zich veel meren, zoals het Vasjoetkinmeer en het Sjapkinameer. In grote delen van het gebied komt permafrost voor.
De vegetatie op de Bolsjezemelskaja toendra bestaat vooral uit verhoute mossoorten en kleine struiken op turfbodems en modderige moerasbodems. In het zuiden komt bostoendra voor met vooral berken en sparren op lichte podzol-gleybodems. Het deel ten zuiden van de noordpoolcirkel wordt gedomineerd door conferen-taiga.
In het gebied bevinden zich een aantal rendierhouderijen en melkveehouderijen en er wordt gejaagd op pelsdieren door de lokale Nenetsen. In de Bolsjezemelskaja toendra bevindt zich een deel van het Steenkoolbekken van Petsjora. Daarnaast zijn er ook aardgas- en aardolielagen aangetroffen.